# Calliostoma mariae
Calliostoma mariae is een slakkensoort uit de familie van de Calliostomatidae. De wetenschappelijke naam van de soort is voor het eerst geldig gepubliceerd in 2006 door Guido T. Poppe, Sheila P. Tagaro en Henk Dekker.
Het is een zeldzame Filipijnse soort. Ze is genoemd naar de moeder van Poppe.